# 柳家つばめ (初代)
俗に初代柳家 つばめ（やなぎや つばめ、1858年4月27日（安政5年3月14日） - 1912年（明治45年）6月29日）は、落語家。本名、西村のち岡谷喜代松。
生地は諸説あって、一つは紀州和歌山市小野町の材木商、一説は大坂難波新地揚屋「西村」、また大坂下西成郡の出生、さらにもう一説は深川木場の材木屋の倅。または大坂で生まれ深川木場育ちとも。
17歳から道楽が高じていろいろな音曲に手を出し23歳頃の1879年ころ初代談洲楼燕枝の門で楽枝、その後性格が無口でむずむずする行動から動物の狢に似ていたことから初代春風亭柳枝の門で燕枝に春風亭？むじなと名付けられる。1882年、1883年ころ柳家つばめとなる。つばめになってからは仙台節を唄い花柳界、市中で大流行した。
1894年6月に春の家柳舛と改名。1896年2月つばめに復名し真打昇進。1902年1月には音曲師の由緒ある名前5代目都々一坊扇歌を襲名。襲名してからは病気がちになり高座を勤められないことが多かったが縁起を担いで1910年2月三度柳家つばめを名乗った。第一次落語研究会が発足した際扇歌も声がかかったが「ナニ、落語を研究する会？ 俺の落語は研究ずみだよ！ いまさら研究でもあるまい」とコメントし参加しなかった。本人は3代目柳亭燕路、3代目春風亭柳朝らと共「昔噺洗濯会」を創り1906年1月7日から下谷広小路鈴本亭で第一回を開き後進の指導に努めた。
1912年6月29日、肺炎に腹膜炎を併発し、浅草駒形町の自宅で死去。
「昔噺洗濯会」はつばめ死後廃会したが、門下の8代目入船亭扇橋が震災後復活させている。
「善光寺行李詰め殺人事件」があった。こては実の妹おこうが夫に殺害され行李詰めになったセンセーショナルな事件がおき扇歌は痛く気に病み、そのためか病勢が悪化し肺炎になり静養中に腹膜炎を併発し「束の間に土となりけり春の雪」の辞世の句を残しこの世を去った。
弟子には入船米蔵（福井定吉）、8代目入船亭扇橋らがいる。